# Longue Pierre (Saint-Pierre-Église)
Ne doit pas être confondu avec Menhir de la Longue Pierre.
La Longue Pierre est un menhir qui se dresse sur le territoire de la commune française de Saint-Pierre-Église, dans le département de la Manche, en région Normandie.

## Localisation
Le menhir est situé au sud-ouest du hameau du Plat Douet, tout près du ruisseau qui sépare Cosqueville de Saint-Pierre-Église, dans le département français de la Manche.

## Description
Le menhir est constitué d'un bloc de granite de forme parallélépipédique, au sommet arrondi en amande. Il mesure 4,40 m de hauteur hors-sol pour une largeur à la base de 1,70 m sur sa face nord-est, de 1,40 m sur sa face sud, 1,10 m sur sa face est et 1,15 m sur sa face ouest. Une tentative de fouille à son pied a révélé que le menhir était enfoncé sur au moins 1,70 m de profondeur.
Les quatre faces sont planes mais la face est comporte une petite dépression au quart de sa hauteur.

## Folklore
D'après une légende, la Longue Pierre constitue avec les deux autres menhirs de la Pierre Plantée et la Haute Pierre le groupe dit du Mariage des trois princesses, qui forme un triangle au milieu duquel un trésor, correspondant à la dot de trois princesses, serait caché,.